# 青春五月党
青春五月党（せいしゅんごがつとう）は柳美里が主宰する日本の劇団。1987年に18歳で結成後、1988年、『水の中の友へ』公演で旗揚。

2018年から福島県南相馬市で、主宰の柳美里が支配人を務める演劇アトリエLa MaMa ODAKAを中心に公演を展開している。

## 概要
劇団名は檀一雄の『小説太宰治』に登場する＜青春五月党＞からとられている。「都新聞の入社試験に落ちた若かりしころの太宰治をはげます会を檀ら友人がひらき、五月だったことから「我ら青春五月党」とだれかがふざけていった」というエピソードに由来している。旗揚げ公演作品『水の中の友へ』は、折口信夫による太宰治への追悼文「水中の友」に由来すると思われ、主人公の名は太宰の本名「津島修治」である。演出家名を太宰治の実兄＜津島圭治＞、舞台デザイナー名を中原中也の実弟＜中原思郎＞とし、柳美里が兼務した。
1991年『向日葵の柩』以降柳美里は劇作家に専念し、演出はMODEの松本修や、新宿梁山泊の金守珍が努めた。
1993年、劇団MODEのために書き下ろした『魚の祭』で、柳は第37回岸田國士戯曲賞を受賞。観客動員数2万人以上の大ヒットを記録。
1994年、柳の『Green Bench』が戯曲として初めて第7回三島由紀夫賞にノミネートされる。
2007年、13年ぶりに青春五月党を復活させようと「柳美里演劇カムバックサイト」を立ち上げる。
2008年12月、新国立劇場にて『向日葵の柩』が再演される。
永らく「演劇ユニット」として活動していたが、2018年から「劇団」として活動し、劇団員が所属している。同年9月、「静物画」を復活公演として活動を再開。活動再開第一弾の「静物画」はLa MaMa ODAKAにて、ふたば未来学園高等学校演劇部の生徒がメインキャストとなり行われた。
活動再開以降は柳美里が作・演出を務める一方、2019年に上演した「ある晴れた日に」では五反田団の前田司郎が演出を担当した。

## 公演
- 『水の中の友へ』

1988年4月、芝浦WATER
1988年5月、芝浦WATER
- 『棘を失くした時計』

1988年12月、芝浦WATER
1989年4月、六本木アトリエフォレンティーヌ
- 『石に泳ぐ魚』

1989年7月、築地本願寺ブディストホール
1989年8月、松本あがたの森小劇場
1989年11月、築地本願寺ブディストホール
- 『静物画』

1990年5月、赤坂シアターVアカサカ
- 『静物画』(作・演出、初演時から大きく改めている)

2018年9月、La MaMa ODAKA
2019年3月、北千住BUoY
- 『月の斑点』

1990年7月、青山円形劇場
- 『春の消息』

1991年2月、銀座小劇場
- 『向日葵の柩』（演出：金盾進（新宿梁山泊））

1991年6月、シブヤ西武シードホール
1991年12月、上野不忍池口水上音楽堂特別劇場
2008年12月、新国立劇場
- 『魚の祭』（演出：松本修（MODE））

1992年10月、札幌道新ホール
1992年10月、青山円形劇場
1992年11月、愛知県芸術劇場小ホール
1993年7月、近鉄アート館
1993年8月、青山円形劇場
1993年10月、青山円形劇場
- 『SWEET HOME』（演出：鈴木勝秀、原案：柳美里）

1994年5月、PARCO SPACE PART3
- 『Green Bench』（演出：渡辺浩子）

1995年6月、草月ホール
- 『町の形見』（作・演出）

2018年10月、La MaMa ODAKA
- 『ある晴れた日に』（演出：前田司郎（五反田団）・作/脚本：柳美里）

2019年10〜11月、La MaMa ODAKA
2019年11月、盛岡劇場
2019年11月、せんだい演劇工房 10-BOX
- 『窓の外の結婚式』（朗読劇）

2017年11月25日、NHK「福島発ラジオ深夜便」

## 戯曲本
- 『静物画』 而立書房、1991年11月[13]
- 『向日葵の柩』 而立書房、1993年1月[14]
- 『岸田戯曲賞ライブラリー「ヒネミ・宮沢章夫／魚の祭・柳美里」』 白水社、1993年2月[15]
- 『Green Bench』 河出書房新社、1994年3月[16]
  - 『グリーンベンチ』角川文庫、1998年12月 [17]「向日葵の柩」を併録。
- 『魚の祭』 白水社、1996年1月[18]
  - 角川文庫、1997年12月[19] 「静物画」を併録。
- 『町の形見』河出書房新社、2018年11月[20]
  - 「静物画」、NHK朗読劇「窓の外の結婚式」を併録。